# Derecho procesal constitucional
El derecho procesal constitucional es una rama del derecho que se encarga del estudio de las vías procesales que permiten la protección de la supremacía constitucional y de los derechos contenidos en la Constitución.
Está constituido por el conjunto de procedimientos (como por ejemplo la acción de amparo, el habeas corpus y la acción de inconstitucionalidad) y órganos destinados a preservar la supremacía de la Constitución.

## Autonomía
Fue un apéndice del derecho constitucional, en los últimos años surgió un proceso de autonomía[cita requerida].
Así tiene autonomía científica, didáctica y legislativa[cita requerida].
se dice que es autónoma ya que tiene sus propios principios que desarrolla esta materia, es muy importante conocerlos ya que se encuentran en todo tipo de conflictos y ayudan a que no se vulnere nuestros derechos[cita requerida].

## Control constitucional en diversas jurisdicciones

### Chile
La Constitución de este país establece controles diversos según la materia y organismos:
1.- Ante el Tribunal Constitucional (art. 93)
Le corresponde conocer de la Acción de Inaplicabilidad, sobre la inconstitucionalidad de una norma en un juicio particular; y declarar la inconstitucionalidad general de alguna norma, previamente declarado inconstitucional de manera particular.
Asimismo, conoce de los requerimientos de inconstitucionalidad sobre proyectos de ley, autoacordados, u otras normas; el control de constitucionalidad de las leyes orgánicas constitucionales; declarar la inconstitucionalidad de organizaciones contrarias a la Constitución; y resolver contiendas de competencia entre tribunales inferiores y organismos administrativos.
2.- Ante las Cortes de Apelaciones
Estas cortes tienen competencia para conocer de:
- Recurso de Protección: para la infracción de varios derechos y garantías constitucionales. (art. 20)
- Recurso de Amparo: para los atentados o amenazas a la libertad y seguridad personal. (art. 21)
- Amparo Económico: para las infracciones del Estado contra la libertad económica. (art. 19 N° 16)
- Reclamo por desconocimiento de nacionalidad. (art. 12)

3.- Ante la Corte Suprema
Tiene competencia en la indemnización por error judicial en materia penal. (art. 19 N° 7 letra i)
4.- Ante los jueces de letras en lo civil
Tiene competencia en la Nulidad de Derecho Público (arts. 6 y 7)

### Colombia
La Constitución de 1991 establece en tres artículos las bases de su derecho procesal constitucional:
- Artículo 86: Toda persona tendrá acción de tutela para reclamar ante los jueces, en todo momento y lugar, mediante un procedimiento preferente y sumario, por sí misma o por quien actúe a su nombre, la protección inmediata de sus derechos constitucionales fundamentales, cuando quiera que éstos resulten vulnerados o amenazados por la acción o la omisión de cualquier autoridad pública.
 El fallo podrá impugnarse, y el juez podrá enviarlo a la Corte Constitucional para revisión. El juez tiene diez días hábiles para pronunciarse sobre el derecho deprecado.
- Art. 88: La ley regulará las acciones populares para la protección de los derechos e intereses colectivos, relacionados con el patrimonio, el espacio, la seguridad y la salubridad públicos, la moral administrativa, el ambiente, la libre competencia económica y otros de similar naturaleza que se definen en ella.
- Art. 90: El Estado responderá patrimonialmente por los daños antijurídicos que le sean imputables, causados por la acción o la omisión de las autoridades públicas. En el evento de ser condenado el Estado a la reparación patrimonial de uno de tales daños, que haya sido consecuencia de la conducta dolosa o gravemente culposa de un agente suyo, aquél deberá repetir contra éste.

Este artículo puede considerarse una muestra de la ideología garantista que rodea a la Carta Magna de 1991, consagrándose como una cláusula general de la responsabilidad del Estado.

### México
Según Héctor Fix-Zamudio el control y la protección de la supremacía constitucional o de la máxima ley se mantiene por medio de dos tipos de instrumentos: el control preventivo se mantiene con los instrumentos jurídicos y el control reparador con los instrumentos jurídico-procesales.
En México el control preventivo constitucional atañe al derecho constitucional puro, y en el cual se encuentran figuras jurídicas tales como la división de poderes, la rectoría económica del Estado y hasta las mismas garantías individuales.
Mientras que el control reparador de la Constitución atañe exclusivamente al derecho procesal constitucional y, al igual que el otro medio de control, también existen figuras o instrumentos jurídico-procesales como la acción de amparo, la controversia constitucional, la acción de inconstitucionalidad, el juicio político, y la Justicia electoral, entre otros.
Estos últimos instrumentos jurídico-procesales deben estar vertidos en la propia Constitución y regulados por una ley secundaria, es decir, la Acción de Amparo se encuentra prevista en los artículos 103 y 107 de la Constitución mexicana, y se encuentra regulada por la ley de amparo reglamentaria de los artículos 103 y 107 de la Constitución Política de los Estados Unidos Mexicanos.
Sin embargo, no hay que perderse en el estudio del juicio de amparo, ya que este tiene una rama del derecho propia.
La controversia constitucional
La controversia constitucional es regulada en México por la fracción I del artículo 105 de su Carta Magna.
Es la acción interpuesta por un órgano legitimado de gobierno cuando este se ve vulnerado en sus facultades de imperio, competencia, administración, legislación o ejecución por otro órgano de gobierno. Dicho en otras palabras, cuando uno invade la esfera competencial del otro.
El órgano competente para conocer de esta controversia es la Suprema Corte de Justicia de la Nación, a excepción claro, de las que se susciten en materia electoral, entonces la autoridad competente será el Tribunal Electoral del Poder Judicial de la Federación.
Las controversias constitucionales regulan asuntos que controviertan asuntos de competencia entre:
a) La Federación y un Estado o el Distrito Federal;
b) La Federación y un municipio;
c) El Poder Ejecutivo y el Congreso de la Unión; aquel y cualquiera de las Cámaras de este o, en su caso, la Comisión Permanente, sean como órganos federales o del Distrito Federal;
d) Un Estado y otro;
e) Un Estado y el Distrito Federal;
f) El Distrito Federal y un municipio;
g) Dos municipios de diversos Estados;
h) Dos Poderes de un mismo Estado, sobre la constitucionalidad de sus actos o disposiciones generales;
i) Un Estado y uno de sus municipios, sobre la constitucionalidad de sus actos o disposiciones generales;
j) Un Estado y un municipio de otro Estado, sobre la constitucionalidad de sus actos o disposiciones generales;
k) Dos órganos de gobierno del Distrito Federal, sobre la constitucionalidad de sus actos o disposiciones generales.
Cuando la Federación impugne disposiciones de carácter general de los Estados o de los municipios (es decir en los incisos a y b) o que los Estados impugnen las de los municipios, o en los casos a que se refieren los incisos c), h), y k), y que la Suprema Corte de Justicia de la Nación en su sentencia las declare inválidas, dicha resolución tendrá efectos generales, es decir, erga omnes solamente si ésta hubiera sido aprobada por mayoría de 8 votos de los 11 Ministros, en los demás casos, las resoluciones de la Suprema Corte tendrán efectos únicamente respecto de las partes que intervinieron en la Controversia Constitucional.

### Perú
En virtud a la ley 28237, se encuentra vigente el Código procesal constitucional, cuerpo normativo que unificó a todos los procesos de tutela constitucional que hasta ese momento se encontraban desperdigados en diferentes normas, siendo el primer código procesal en materia constitucional de la historia.[cita requerida]
El objetivo de la creación de este código era el sistematizar una legislación que estaba dispersa, actualizar la tecnología, los conceptos y el enfoque, no sólo teniendo en cuenta los avances de la moderna doctrina sino sobre todo, la experiencia jurisprudencial. En principio, no pretendía ser un código, pero a medida que fue creciendo y abundaba en consultas y el texto tenía un crecimiento continuo no podía ser una simple ley o ley orgánica o ley procesal constitucional. Tomaba una estructura de artículos muy compleja y guardaba una similitud a un código, por lo que fue llamado Código procesal constitucional. Básicamente, se trata de un código que reglamenta procesos constitucionales. El Código procesal peruano, fue el primero del mundo iberoamericano con esa contextura y de alcance nacional.

### Venezuela
Ley Orgánica de Amparo a la Libertad y Seguridad Personal. 
Gaceta oficial N 6.651 Ext . 